# أفينتي
بلدية أفينتي (بالإسبانية: Aveinte) هي بلدية تقع في مقاطعة آبلة التابعة لمنطقة قشتالة وليون وسط إسبانيا.

## الديموغرافيا
يبلغ عدد سكان بلدية أفينتي 97 نسمة عام 2011 (وفقاً للمعهد الوطني للإحصاء الإسباني).
| 153 | 138 | 122 | 109 | 105 | 106 | 97 |